# 桃山集站
桃山集站是一个京沪线上的铁路车站，位于安徽省宿州市桃山村，建于1942年，目前为四等站，邮政编码为234103。目前客运：办理旅客乘降；行李、包裹托运；货运：办理整车货物发到；不办理危险货物发到。